# Shelbina (Misuri)
Shelbina es una ciudad ubicada en el condado de Shelby en el estado estadounidense de Misuri. En el Censo de 2010 tenía una población de 1704 habitantes y una densidad poblacional de 281,76 personas por km².

## Geografía
Shelbina se encuentra ubicada en las coordenadas 39°41′35″N 92°2′23″O / 39.69306, -92.03972. Según la Oficina del Censo de los Estados Unidos, Shelbina tiene una superficie total de 6.05 km², de la cual 6.05 km² corresponden a tierra firme y (0%) 0 km² es agua.

## Demografía
Según el censo de 2010, había 1704 personas residiendo en Shelbina. La densidad de población era de 281,76 hab./km². De los 1704 habitantes, Shelbina estaba compuesto por el 98.83% blancos, el 0.53% eran afroamericanos, el 0.06% eran amerindios, el 0.06% eran asiáticos, el 0% eran isleños del Pacífico, el 0% eran de otras razas y el 0.53% pertenecían a dos o más razas. Del total de la población el 1.06% eran hispanos o latinos de cualquier raza.